# La Pyramide de Triboulet
La Pyramide de Triboulet je francouzský němý film z roku 1899. Režisérem je Georges Méliès (1861–1938). Film trvá zhruba jednu minutu. Méliès ve filmu ztvárnil legendárního Tribouleta, šaška francouzských králů Ludvíka XII. a Františka I. Další film, ve kterém se objevil Triboulet, byl až snímek François Ier et Triboulet (1907).
Méliès na sklonku života spálil všechny dochované originální kamerové negativy svých filmů a předpokládá se, že asi tři pětiny jeho produkce jsou ztraceny. Snímek byl považován za ztracený do roku 2007, kdy byla nalezená kopie filmu identifikována a restaurována španělským archivem Filmoteca de Catalunya.

## Děj
Ve vyzdobené místnosti šašek Triboulet kouzlem vyvolá z kufru devět mužů, které usadí do pater tvořích pyramidu a promění je v ženy ve dvorních šatech.